# Euryphagus maxillosus
Euryphagus maxillosus is een kever uit de familie van de boktorren (Cerambycidae). De wetenschappelijke naam van de soort werd, als Cerambix maxillosus, voor het eerst geldig gepubliceerd in 1795 door Olivier.